# 고노에 히사코
고노에 히사코(일본어: 近衛尚子, 1702년 4월 5일 ~ 1720년 2월 27일)는 에도 시대의 황족으로, 나카미카도 천황의 여어(女御)이며, 사쿠라마치 천황의 어머니이다. 여원(女院) 호칭은 신추카몬인(新中和門院)이다.
겐로쿠 15년(1702년), 태정대신 고노에 이에히로의 딸로 태어났다. 어머니는 곤노추나곤(権中納言) 마치지리 가네카즈의 딸 마치지리 가즈코이다. 고노에 이에히사는 그녀의 이복오빠이다.
교호 원년(1716년), 나카미카도 천황에게 입궁하였고, 여어 선하(宣下)를 받았다. 이때 큰어머니인 고노에 히로코가 도쿠가와 막부 6대 쇼군 도쿠가와 이에노부의 정실부인이라는 연을 통해 히사코는 이에노부의 양녀로서 입궁하게 되었다. 교호 5년 정월 1일(1720년 2월 8일), 히사코는 첫 번째 황자인 데루히토 친왕(훗날의 사쿠라마치 천황)을 낳았으나, 난산으로 인해 산후 건강이 나빠져 같은달 20일에 19세의 나이로 사망하였다. 그 후 준삼후(准三后)와 여원에 추증되었고, 교호 13년(1728년) 6월에는 황태후로 추증되었으며, 같은해 11월 그녀의 아들 데루히토가 정식으로 황태자 자리에 올랐다.